# RuPaul's Drag Race (prima edizione)
La prima edizione di RuPaul's Drag Race è andata in onda negli Stati Uniti a partire dal 2 febbraio 2009 sulla rete televisiva LogoTv. In Italia è andata in onda su Fox Life. Nove concorrenti vennero selezionate per diventare la prima America's Next Drag Superstar. Una delle concorrenti fu scelta dal pubblico tramite una votazione online, i cui risultati furono annunciati nel settembre 2008, con vincitrice Nina Flowers, originaria di Bayamón, Porto Rico, ma residente a Denver, nel Colorado. La stessa Nina Flowers vince poi il titolo di Miss Simpatia. La colonna sonora utilizzata durante la sfida principale fu Cover Girl tratta dall'album Champion di RuPaul.
La vincitrice della prima edizione fu BeBe Zahara Benet,, la quale ricevette come premio 20000 $, una fornitura a vita di cosmetici della M.A.C Cosmetics, nonché la partecipazione come artista principale al Logo's Drag Race Tour featuring Absolut Vodka cocktailsal, e alla campagna pubblicitaria per L.A. Eye-works, oltre a un articolo su Paper magazine e una corona di Fierce Drag Jewels.
Nel 2013 Logo.Tv mandò nuovamente le puntate in onda con il titolo di RuPaul's Drag Race: The Lost Season Ru-Vealed, commentate dallo stesso RuPaul.
Nina Flowers, Shannel e Tammie Brown prenderanno poi parte alla prima edizione di RuPaul's Drag Race All Stars, BeBe Zahara Benet alla terza, mentre Ongina alla quinta. Shannel prenderà nuovamente parte alla nona edizione di RuPaul's Drag Race All Stars.

## Concorrenti
Le nove concorrenti che hanno partecipato al reality show sono state:
| Concorrente                | Vero nome                 | Età | Città                       | Posizionamento |
| -------------------------- | ------------------------- | --- | --------------------------- | -------------- |
| BeBe Zahara Benet          | Nea Marshall Kudi Ngwa    | 28  | Minneapolis – Minnesota     | Vincitrice     |
| Nina Flowers               | Jorge Luis Flores Sanchez | 34  | Denver – Colorado           | 2º posto       |
| Rebecca Glasscock          | Javier Rivera             | 26  | Fort Lauderdale – Florida   | 3º posto       |
| Shannel                    | Bryan Watkins             | 29  | Las Vegas – Nevada          | 4º posto       |
| Ongina                     | Ryan Ong Palao            | 26  | Los Angeles – California    | 5º posto       |
| Jade                       | David Sotomayor           | 25  | Chicago – Illinois          | 6º posto       |
| Akashia                    | Eric Flint                | 24  | Cleveland – Ohio            | 7º posto       |
| Tammie Brown               | Keith Glen Schubert       | 29  | Long Beach – California     | 8º posto       |
| Victoria "Porkchop" Parker | Victor Bowling            | 39  | Raleigh – Carolina del Nord | 9º posto       |

## Tabella eliminazioni
| Ordine | Episodi  | Episodi | Episodi | Episodi | Episodi | Episodi | Episodi           |
| Ordine | 1        | 2       | 3       | 4       | 5       | 6       | 8                 |
| ------ | -------- | ------- | ------- | ------- | ------- | ------- | ----------------- |
| 1      | Nina     | Ongina  | BeBe    | Ongina  | Rebecca | BeBe    | BeBe Zahara Benet |
| 2      | Ongina   | Nina    | Nina    | Nina    | Shannel | Nina    | Nina Flowers      |
| 3      | BeBe     | Rebecca | Ongina  | Bebe    | Nina    | Rebecca | Rebecca Glasscock |
| 4      | Shannel  | Shannel | Rebecca | Shannel | BeBe    | Shannel |                   |
| 5      | Jade     | BeBe    | Jade    | Rebecca | Ongina  |         |                   |
| 6      | Tammie   | Jade    | Shannel | Jade    |         |         |                   |
| 7      | Rebecca  | Akashia | Akashia |         |         |         |                   |
| 8      | Akashia  | Tammie  |         |         |         |         |                   |
| 9      | Victoria |         |         |         |         |         |                   |

Legenda:
     Il concorrente ha vinto la gara
     Il concorrente si è piazzato al secondo posto
     Il concorrente si è piazzato al terzo posto
     Il concorrente ha vinto la puntata
     Il concorrente figura tra i primi ma non ha vinto la puntata
     Il concorrente è salvo ed accede alla puntata successiva (l'ordine di chiamata è casuale)
     Il concorrente figura tra gli ultimi ma non è a rischio eliminazione
     Il concorrente figura tra gli ultimi 2 ed è a rischio eliminazione
     Il concorrente è stato eliminato

## Giudici
- RuPaul
- Santino Rice
- Merle Ginsberg

### Giudici ospiti
- Bob Mackie
- Mike Ruiz
- Frank Gatson
- Michelle Williams
- Debra Wilson
- Howard Bragman
- Jenny Shimizu
- Gordon Espinet
- Robin Antin
- Lucy Lawless
- Maria Conchita Alonso
- Jeffrey Moran

## Riassunto episodi

### Episodio 1 -Drag on a Dime
- La mini sfida: Subito dopo l'introduzione nello studio, ai concorrenti viene chiesto di posare per delle foto durante il lavaggio di un'automobile insieme a due modelli, con Mike Ruiz come fotografo.
- La sfida principale: I concorrenti devono realizzare un outfit utilizzando vestiti e accessori presi da un negozio "Tutto a 99 centesimi". Dopo la presentazione del loro outfit vengono giudicate da Bob Mackie, Mike Ruiz (giudici ospiti della puntata), Santino Rice, Merle Ginsberg e lo stesso RuPaul. Tammie, Jade, BeBe, and Shannel vengono dichiarate salve. Nina viene proclamata vincitrice della sfida. Akashia e Victoria sono le peggiori della sfida. Ongina e Rebecca vengono dichiarate salve.
- L'eliminazione: Le peggiori della sfida vengono chiamate ad esibirsi con la canzone Supermodel (You Better Work) di RuPaul. Victoria viene eliminata, mentre Akashia può continuare nella competizione.

### Episodio 2 -Girl Group Challenge
- La mini sfida: Ai concorrenti viene chiesto di farsi degli autoscatti con delle macchinette fotografiche mentre esprimono delle emozioni. Akashia e Ongina vengono dichiarate vincitrici della sfida e saranno team leader delle due squadre, di cui dovranno scegliere i componenti. Ongina sceglie Shannel, Nina e Rebecca (il loro gruppo viene chiamato Serving Fish) mentre Akashia sceglie BeBe, Jade e Tammie (il loro gruppo viene chiamato 3D).
- La sfida principale: I concorrenti devono esibirsi sul palcoscenico con due canzoni delle Destiny's Child: Say My Name per le Serving Fish e Independent Women per le 3D. Ogni gruppo dovrà occuparsi del trucco, parrucco, coreografia e costumi. Giudici ospiti della puntata sono: Michelle Williams e Frank Gatson. Sul palcoscenico i due gruppi si esibisconno; le Serving Fish vengono dichiarate gruppo migliore della sfida e Ongina viene dichiarata vincitrice della puntata. BeBe e Jade vengono salvate mentre Akashia e Tammie vengono dichiarate le peggiori della sfida.
- L'eliminazione: Le peggiori della sfida vengono chiamate ad esibirsi con la canzone We Break the Dawn di Michelle Williams. Tammie Brown viene eliminata, mentre Akashia può continuare nella competizione.

### Episodio 3 -Queens of All Media
- La sfida principale: In questa puntata non ha luogo la mini-sfida in quanto la sfida principale si compone di tre parti. Alle concorrenti viene chiesto di emulare Oprah Winfrey. Shannel è entusiasta della sfida in quanto grande fan di Oprah; Nina è preoccupata perché non ha mai visto il suo show, mentre Jade prende troppo sul serio la sfida. Le concorrenti devono realizzare un costume, sceglierne uno tra quelli a loro forniti oppure utilizzare uno dei propri costumi. La sfida si divide in tre fasi e ognuna rappresenta una parte della carriera di Oprah Winfrey. La prima parte è la "sfida del giornalista" in cui ognuno dei concorrenti deve leggere delle notizie da un gobbo. Nella seconda parte devono vendere prodotti come faceva Oprah inMy Favorite Things. Mentre nell'ultima parte devono intervistare Tori Spelling e suo marito Dean McDermott. Giudici ospiti della puntata sono: Debra Wilson e Howard Bragman. I concorrenti vengono giudicati sul loro lavoro nella sfida: BeBe viene dichiarata vincitrice, Akashia e Shannel vengono dichiarate le peggiori e le altre concorrenti vengono dichiarate salve.
- L'eliminazione: Le peggiori della sfida vengono chiamate ad esibirsi con la canzone Greatest Love of All di Whitney Houston. Durante la performance Shannel perde la parrucca, ma ciò non le impedisce di continuare con l'esibizione, cosa molto apprezzata dai giudici. Shannel viene dichiarata salva e può continuare così nella competizione, mentre Akashia viene eliminata.

### Episodio 4 -Mac Viva-Glam Challenge
- La mini sfida: I concorrenti entrando nella sala si accorgono che tutti gli specchi sono stati coperti. RuPaul annuncia che la mini sfida della puntata consiste nel truccare, in 30 minuti, un altro concorrente. Tra le migliori ci sono Jade, Shannel e Nina. La vincitrice della sfida è Jade.
- La sfida principale: La sfida principale consiste nel realizzare una campagna pubblicitaria per MAC Viva Glam, per il quale RuPaul ha fatto da modella. La vincitrice della sfida diventerà il volto per la campagna della MAC Viva Glam. Ad ogni concorrente vengono dati 10 minuti per registrare il loro spot, ad eccezione di Jade a cui vengono dati 5 minuti extra. Giudici ospiti della puntata sono: Jenny Shimizu e Gordon Espinet. Nina e BeBe vengono considerate tra le migliori, ma Ongina viene dichiarata la vincitrice. Alla notizia, Ongina scoppia in lacrime e dichiara di essere malata di HIV da due anni. Shannel viene criticata per il look ma viene considerata salva, mentre Jade e Rebecca sono le peggiori della puntata.
- L'eliminazione: Le peggiori della sfida vengono chiamate ad esibirsi con il brano Would I Lie to You? degli Eurythmics. Jade viene eliminata, mentre Rebecca può continuare nella competizione.

### Episodio 5 -Drag School of Charm
- La mini sfida: Dopo la puntata precedente tutte le concorrenti pensano che Jade sarebbe dovuta restare e che Rebecca sarebbe dovuta essere eliminata. Per questa mini sfida RuPaul introduce 5 lottatrici alle concorrenti. La sfida consiste in una gara si resistenza fisica e Rebecca è la vincitrice.
- La sfida principale: Per la sfida principale RuPaul informa le concorrenti che dovranno fare un makeover alle 5 lottatrici introdotte nella mini sfida. Avendo vinto la prima sfida Rebecca accoppia le lottatrici e le concorrenti. A metà della puntata le concorrenti vengono informate da RuPaul che le coppie dovranno esibirsi con un playback del brano Freakum Dress di Beyoncé.

| Concorrente       | Partner in Drag Vero Nome | Partner in Drag |
| ----------------- | ------------------------- | --------------- |
| Bebe Zahara Benet | Michelle                  | Michelle        |
| Nina Flowers      | Mia                       | Mia             |
| Ongina            | Jarrett                   | Jarrett         |
| Rebecca Glasscock | Tempele                   | Tempele         |
| Shannel           | Sweepee                   | Sweepee         |

Giudici ospiti della puntata sono: l'attrice Lucy Lawless e la fondatrice delle Pussycat Dolls Robin Antin. Shannel e Nina vengono dichiarate salve, mentre Rebecca viene dichiarata vincitrice della puntata. Ongina e BeBe Zahara Benet vengono considerate le peggiori della puntata.
- L'eliminazione: Le peggiori della sfida vengono chiamate ad esibirsi con il brano Stronger di Britney Spears. A causa della straordinaria performance di entrambe le concorrenti, RuPaul lascia il set per riflettere quale delle due mandare via dalla competizione. Al suo ritorno RuPaul decide che BeBe può restare nella competizione in quanto la sua performance è stata migliore, e che quindi Ongina deve lasciare la competizione.

### Episodio 6 -Absolut Drag Ball
- La mini sfida: RuPaul incontra le 4 finaliste sul palcoscenico principale per una sfida di Vogue. Rebecca e Nina sono considerate le migliori per le loro pose, ma Nina viene dichiarata vincitrice della sfida.
- La sfida principale: Nella sfida principale le concorrenti sono informate che avranno un Drag Ball nel quale ogni concorrente deve realizzare 3 look: costume da bagno, donna d'affari e vestito da sera. Lo stilista Marco Marco fornisce i tessuti, inoltre RuPaul informa le concorrenti che Absolut sponsorizza la puntata e che ad ognuna delle concorrenti verrà assegnato un gusto tra cedro, mandarino, lampone e mango. Essendo Nina la vincitrice della mini sfida, sarà lei ad assegnare i gusti alle singole concorrenti. Nina decide per:

| Concorrente       | Gusto     |
| ----------------- | --------- |
| BeBe Zahara Benet | Lampone   |
| Nina Flowers      | Mango     |
| Rebecca Glasscock | Cedro     |
| Shannel           | Mandarino |

Giudici ospiti della puntata sono: l'attrice Maria Conchita Alonso e Jeffrey Moran, responsabile pubblicitario per Absolute. RuPaul domanda ad ogni concorrente chi dovrebbe essere eliminata. Rebecca sceglie Shannel, Nina sceglie Rebecca per la sua mancanza di esperienza, anche BeBe sceglie Rebecca, dichiarando che non è allo stesso livello delle altre concorrenti, infine, Shannel sceglie se stessa in quanto ha sempre ricevuto critiche negative da parte dei giudici. Bebe viene dichiarata la vincitrice della sfida e Nina può accedere alla puntata finale. Shannel e Rebecca vengono considerate le peggiori della puntata.
- L'eliminazione: Le peggiori della sfida vengono chiamate ad esibirsi con il brano Shackles (Praise You) delle Mary Mary. Rebecca viene dichiarata salva mentre Shannel viene eliminata a causa della sua poca convinzione durante la sua performance.

### Episodio 7 -Extra Special Edition
In questo episodio speciale RuPaul mostra immagini e contenuti inediti relativi alla stagione, dando uno sguardo più approfondito alle tre finaliste e mostrando i provini di alcune drag queen che non vennero scelte per partecipare alle stagione. Tra queste Raven, Pandora Boxx, Sahara Davenport, Nicole Paige Brooks, Detox, Alaska e Naysha Lopez. Inoltre Merle Ginsberg e Santino Rice mostrano una classifica con i 10 momenti migliori della stagione dal punto di vista della moda.
La classifica era la seguente:
- 10. Tammie Brown, Episodio 1
- 9. Jade, Episodio 3
- 8. Rebecca Glasscock, Episodio 2
- 7. BeBe Zahara Benet, Episodio 4
- 6. Un tributo ai capelli e al makeup di Nina Flowers durante la stagione
- 5. Ongina, Episodio 4
- 4. Shannel, Episodio 3
- 3. BeBe Zahara Benet, Episodio 3
- 2. Nina Flowers, Episodio 1
- 1. RuPaul sul palcoscenico del programma

### Episodio 8 -Grande Finale
Santino e Merle annunciano alle concorrenti che la loro ultima sfida consiste nel comparire nel video musicale della canzone di RuPaul Cover Girl (Put The Bass In Your Walk). Dove dovranno effettuare un ballo di gruppo, incidere i versi con il rapper Cazwell e registrare una scena solista.
Le concorrenti si preparano per il balletto insieme al coreografo Ryan Heffington. Per nessuna delle concorrenti il dover imparare la coreografia è facile, soprattutto per Rebecca che ha maggiori difficoltà. Subito dopo registrano il loro versi insieme a Cazwell, e anche in questo caso Rebecca ha alcuni problemi. Le tre concorrenti si incontrano con Mike Ruiz, regista del video, per girare le varie scene. Per Mike Ruiz BeBe è stata brava, Nina la migliore e per la terza volta Rebecca ha avuto difficoltà.
In questa puntata non ci sono giudici ospiti, ma solo RuPaul, Merle Ginsberg e Santino Rice. Le tre finaliste vengono giudicate in base a tutto il percorso fatto durante questa ultima prova. I giudici dichiarano che BeBe ha grazia e femminilità, Nina è una grande artista ma che il suo outfit è simili ad altri già indossati e che Rebecca è bellissima ma non è all'altezza delle altre due concorrenti. Di conseguenza Rebecca viene eliminata dalla competizioni, mentre BeBe e Nina devono esibirsi in playback sulle note di Cover Girl (Put The Bass In Your Walk). Alla fine dell'esibizione BeBe viene dichiarata vincitrice della prima edizione di RuPaul's Drag Race.

### Episodio 9 -Re-United!
In questo episodio le 9 concorrenti si riuniscono insieme a RuPaul, Santino Rice e Merle Ginsberg per parlare della loro esperienza nello show: discutendo di quali sono stati i loro momenti migliori, delle sfide più difficili e delle scelte di stile effettuate dalle concorrenti durante lo show. Inoltre viene annunciata Miss Simpatia. A vincere il titolo di Miss Simpatia è Nina Flowers.